# Президентски избори в Русия (2012)
Президентските избори в Русия се провеждат на 4 март 2012 г. Кандидати за президент на Русия са премиерът Владимир Путин, лидерът на комунистите Генадий Зюганов, националистът Владимир Жириновски, социалдемократът Сергей Миронов и милиардерът Михаил Прохоров. Победител на първи тур от изборите е Владимир Путин, като получава над 63% от гласовете. Така той е избран за трети мандат като президент на Русия.

## Резултати
| Кандидати                                     | Кандидати                                     | Партия                                        | Гласове     | %      |
| --------------------------------------------- | --------------------------------------------- | --------------------------------------------- | ----------- | ------ |
|                                               | Владимир Путин                                | Единна Русия                                  | 45 602 075  | 64,35  |
|                                               | Генадий Зюганов                               | Комунистическа партия на Руската федерация    | 12 318 353  | 17,38  |
|                                               | Михаил Прохоров                               | безпартиен                                    | 5 722 508   | 8,08   |
|                                               | Владимир Жириновски                           | Либерално-демократическа партия               | 4 458 103   | 6,29   |
|                                               | Сергей Миронов                                | Справедлива Русия                             | 2 763 935   | 3,90   |
| Невалидни/празни гласове                      | Невалидни/празни гласове                      | Невалидни/празни гласове                      | 836 691     | –      |
| Общо                                          | Общо                                          | Общо                                          | 71 701 665  | 100,00 |
| Регистрирани избиратели/избирателна активност | Регистрирани избиратели/избирателна активност | Регистрирани избиратели/избирателна активност | 109 860 331 | 65,27  |
| Източник: ЦИК                                 |                                               |                                               |             |        |